# Пам'ятник Нілу Хасевичу (Рівне)
Пам'ятник Нілу Хасевичу — українському художнику, графіку, активному громадському і політичному діячеві встановлено в м. Рівне на бульварі Директорії. Офіційне відкриття пам'ятного знаку відбулося 14 жовтня 2012 року з нагоди 70-ї річниці створення Української повстанської армії.

## Біографія
Народився 13 (24 за н. ст.) листопада 1905 р. в с. Дюксин (тепер Костопільський район Рівненської області). У 1925 році екстерном закінчив один з рівненських навчальних закладів. Здобув перші художні навички у приватній творчий майстерні Василя Леня у Рівному. З 1926 року навчається у Варшавській академії мистецтв. У 1936 році повертається на Волинь. Ніл Хасевич був активним громадським та політичним діячем, членом Волинського Українського об'єднання (з 1935 р.), секретарем мистецького гуртка «Спокій». Під час Другої світової війни долучився до підпільної роботи у лавах ОУН. Його знали під псевдонімами «Бей», «Зот», «Левко», «Рибалка». 1943—1944 рр. очолював політико-пропагандистську ланку групи УПА-Північ, якою командував «Клим Савур» (Дмитро Клячківський). Співпрацював з рівненським часописом «Волинь» (редактор У. Самчук). Автор ескізів усіх нагород та відзнак УПА. Очолював технічну ланку крайового проводу ОУН на Волині. Створив у підпіллі кількасот графічних творів, малюнків, ескізів. Повний кавалер Хреста Заслуги ОУН (отримав всі три ступені).
4 березня 1952 року загинув у бою з оперативною групою Рівненського УМДБ на хуторі біля села Сухівці Рівненського району.

## Історія встановлення пам'ятного знаку
У 2012 році обласна організація Української народної партії звернулася до міського голови Рівного В. Хомка з пропозицією викупити пам'ятник у МАУП (у зв'язку з припиненням функціонування її філіалу у місті) з метою збереження скульптури. Депутати Рівненської міської ради вирішили передбачити кошти на викуп пам'ятного знака та створили комісію, яка визначить місце його встановлення.
Встановили погруддя Ніла Хасевича у центральній частині міста, на бульварі Директорії згідно розпорядження міського голови № 760-р від 20.07.2012 р. «Про встановлення пам'ятного знаку-погруддя Нілу Хасевичу». У листопаді 2005 р. до 100-річчя з дня народження Н. Хасевича у мікрорайоні «Північний» м. Рівне, був відкритий пам'ятник-погруддя. У 2008 р. пам'ятний знак розміщувався біля корпусу Рівненського інституту МАУП, що по вул. Білій.
Остаточне встановлення погруддя відбулося у 2012 році на бульварі Директорії.

## Автор та меценати
Виготовлено погруддя Ніла Хасевича з ініціативи та за кошти Рівненського інституту Міжрегіональної академії управління персоналом (МАУП), частково до цього долучилася й обласна організація Всеукраїнського об'єднання «Просвіта».
Автор пам'ятного знака Нілу Хасевичу — київський скульптор Петро Глем'язь.

## Опис об'єкта
Пам'ятний знак являє собою погруддя Ніла Хасевича на колоні доричного типу. Колона з погруддям встановлені на невисокому прямокутному постаменті. Скульптура виконана у портретному жанрі. Ніл Хасевич зображений у зрілому віці.
У верхній частині колони по центру барельєфний напис: «Ніл Хасевич 1905-1952».